# Iosif Barac
Iosif Barac (n. 12 februarie 1813, Brașov, Comitatul Brașov, Imperiul Austriac – d. 28 august/9 septembrie 1884, Brașov, Austro-Ungaria) a fost un pedagog, filantrop și protopop al Brașovului.

## Biografie
Iosif Barac s-a născut la Brașov, în data de 12 februarie 1813, fiul scriitorului și poetului iluminist Ioan Barac. A urmat cursurile primare la școala de la Biserica Sfântul Nicolae din Brașov, sub numele „Iosephus Barak”, împreună cu fratele său mai mare, Ioan.
După studiile gimnaziale, făcute probabil tot în Brașovul natal, Iosif Barac a urmat Dreptul la Cluj, fapt atestat de diploma de absolvire a studiilor juridice, datată 30 iulie 1839. A urmat de asemenea Teologia la Arad la nou înființatul seminar teologic ortodox.
Iosif Barac a fost căsătorit cu Elena Mărcuș (după unele surse Moarcăș) și au avut împreună patru copii: Maria, născută în anul 1841, măritată apoi cu Gavriil Munteanu, director al Școalelor Centrale Române greco-ortodoxe din Brașov, Tatiana, născută în anul 1844, precum și gemenii Iulius și Victor, născuți în anul 1847, dar amândoi morți de timpuriu.

## Viața și activitatea
În data de 31 mai 1840, Iosif Barac a fost ales diacon la Biserica „Sfântul Nicolae” din Șcheii Brașovului, iar în noiembrie 1849 a fost hirotonit protodiacon. În anul 1857, la propunerea protopopului Ioan Popasu (Popazu), a fost sfințit ca „preot supranumerar”, pentru a putea lucra în calitate de profesor de religie („catihet”) al elevilor români de la (Gimnaziul superior evanghelic săsesc și Gimnaziul romano-catolic.
În paralel, între anii 1840-1850, Iosif Barac a fost învățător la școala de lângă biserica Sfântul Nicolae din Șchei.
Tot el a făcut parte și din comisia constituită la propunerea protopopului Ioan Popasu privind înființarea unei singure „școale naționale centrale”. Membrii comisiei comune a celor două parohii românești din oraș, „Sfânta Adormire” din Cetate și „Sfântul Nicolae” din Șchei s-au ocupat la început de colectarea de fonduri pentru viitorul gimnaziu, de găsirea unui spațiu unde urmau să funcționeze „Școalele centrale”, precum și de a obține de la Guvernul Transilvaniei și de la autoritățile Brașovului autorizațiile necesare funcționării acesteia. De asemenea, comisia a pregătit planul de învățământ pentru Școala normală de băieți cu patru clase și Școala normală de fete cu trei clase, care s-au deschis la 1 septembrie 1850. Membrii acestei comisii din care făcea parte și Iosif Barac au devenit, din data de 20 noiembrie 1850, membri ai nou înființatei „Eforii a Școalelor Centrale române greco-ortodoxe din Brașov”, care a condus complexul școlar brașovean până în anul 1919, atâta timp cât învățământul componentelor sale a rămas confesional. 
Iosif Barac a activat pentru mulți ani în cadrul Eforiei, îndeplinind funcția de secretar al acesteia. Împreună cu ceilalți membrii, el a avizat manualele școlare care urmau a fi traduse în limba română și s-a îngrijit de proiectul unei noi clădiri pentru gimnaziu. Tot el a fost numit provizoriu „rector” ale Școalelor Centrale în 1850, primul an de funcționare a acesteia, funcție pe care a îndeplinit-o până în 1853. Barac a fost profesor pentru mulți ani la clasele de gimnaziu, unde a predat istoria, geografia, limba latină, limba română și limba germană.

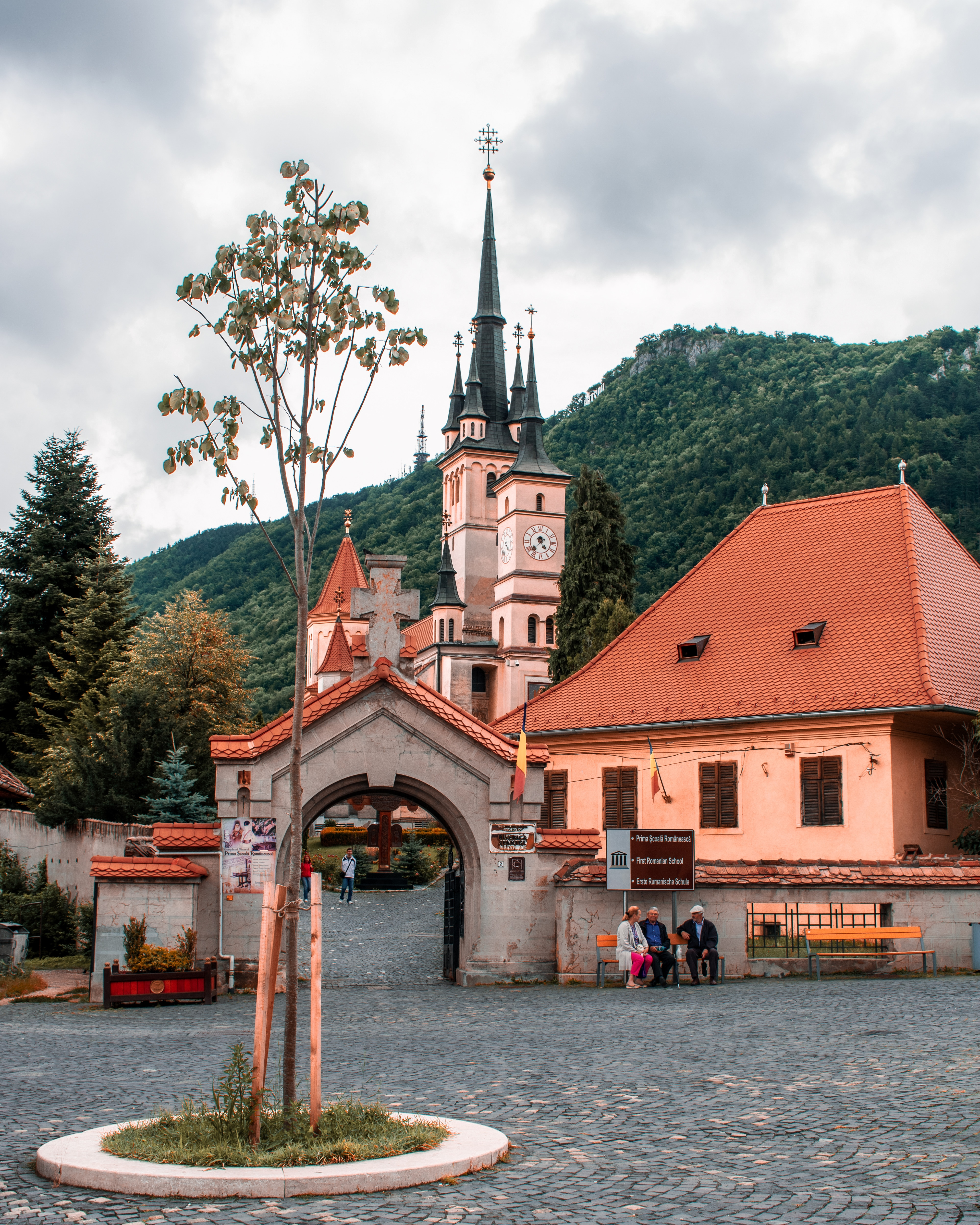
Casa Barac și Biserica „Sfântul Nicolae”

Iosif Barac a fost de asemenea inspector districtual al școlilor românești, profesor de religie („catihet”) la gimnaziu, președinte al delegațiilor școlare și asesor consistorial și metropolitan. A fost membru al Astrei, fiind membru în primul comitet al despărțământului Brașov înființat la 4/16 ianuarie 1870.
La 31 august 1859, Iosif Barac a fost hirotonisit preot la biserica „Sfântul Nicolae”, iar după moartea protopopului P. Gherman, a devinit paroh la aceeași biserică. Din 1864 el a devenit administrator al protopopiatului „întâiu” al Brașovului, iar protopopul Ioan Popasu l-a numit locțiitor al său pe toată perioada când a fost plecat ca reprezentant în Dieta de la Sibiu.
Din momentul în care a ajuns protopop, Iosif Barac a locuit în casa în care locuise Ioan Popasu din curtea bisericii „Sfântul Nicolae”, cunoscută astăzi ca și „Casa Barac”, și care adăpostește acum Arhiva și Biblioteca istorică a Muzeului Bisericii „Sfântul Nicolae”.
În anul 1865, Iosif Barac a tradus pentru prima dată în limba română tratatul „Despre preoție” conceput de Sfântul Ioan Gură de Aur, considerat „o capodoperă a literaturii patristice”, tipărit la Brașov în același an. De asemenea, a lăsat în manuscris „Predici alcătuite și vorbite”.
Ca membru al Eforiei școlare, Iosif Barac a cunoscut îndeaproape toate greutățile materiale cu care se confrunta gimnaziul românesc, astfel că în ianuarie 1880 a înființat „Fundațiunea protopopului Iosif Barac”, pentru susținerea „Școalelor Centrale române greco-ortodoxe din Brașov”, donând totodată suma de 1663 florini. Administrarea Fundației a fost încredințată Eforiei școlare, care putea să mărească fondul inițial prin alte donații. De asemenea, prin testamentul său datat 19 decembrie 1883, Iosif Barac a lăsat toate bunurile sale gimnaziului românesc din Brașov.
Iosif Barac a murit la Brașov în data de 28 august/9 septembrie 1884 și a fost înmormântat în cimitirul bisericii „Sfântul Nicolae” din Șcheii Brașovului.

## Curiozități
În Muzeul „Prima școală româneascăˮ din Brașov se păstrează „Prima poezie românească scrisă pe mătase”, intitulată „Monument de gratulație” compusă de Iosif Barac în anul 1835.